# Wilybard Lagho
Wilybard Kitogho Lagho (* 23. März 1958 im Taita-Taveta County) ist ein kenianischer Geistlicher und römisch-katholischer Bischof von Malindi.

## Leben
Wilybard Lagho studierte von 1980 bis 1982 Philosophie am St. Augustine’s Senior Seminary in Mabanga und von 1982 bis 1986 Katholische Theologie am St. Thomas Aquinas Major Seminary in Nairobi. Er wurde am 21. Dezember 1985 zum Diakon geweiht und empfing am 25. April 1987 das Sakrament der Priesterweihe für das Erzbistum Mombasa.
Von 1987 bis 1988 war Wilybard Lagho als Pfarrvikar tätig, bevor er Pfarrer der Pfarreien St. Michael in Giriama und Christ the King in Miritini sowie Direktor für die Jugendpastoral und die Berufungspastoral im Erzbistum Mombasa wurde. Von 1990 bis 1992 war er Rektor des Kleinen Seminars St. Mary in Kwale. 1994 erwarb Lagho an der Katholischen Universität von Ostafrika (CUEA) in Nairobi einen Master im Fach Religionswissenschaft. Anschließend setzte er seine Studien in Kairo und Rom fort, wo er 1998 am Päpstlichen Institut für Arabische und Islamische Studien ein Lizenziat im Fach Arabische und Islamische Studien erwarb.
Nach der Rückkehr in seine Heimat war Lagho zunächst als Pfarrvikar tätig, bevor er ab 2000 am St. Matthias Mulumba Senior Seminary in Tindinyo lehrte. 2002 wurde er Regens des Augustine’s Senior Seminary in Mabanga. Von 2006 bis 2008 war Lagho als Verantwortlicher für die katholische Bildung im Erzbistum Mombasa und als Pfarrer der Pfarrei Our Lady of Fatima in Kongowea tätig. Seit 2008 war Wilybard Lagho Generalvikar des Erzbistums Mombasa. 2011 wurde er zudem Präsident des Coast Interfaith Council of Clerics (CICC) und Verantwortlicher der diözesanen Kommission für Interreligiösen Dialog. Daneben war Lagho von 2008 bis 2014 Konsultor des Päpstlichen Rates für den Interreligiösen Dialog.
Am 28. Dezember 2020 ernannte ihn Papst Franziskus zum Bischof von Malindi. Der Apostolische Nuntius in Kenia, Erzbischof Hubertus van Megen, spendete ihm am 19. März 2021 in der Kathedrale St. Anthony in Malindi die Bischofsweihe; Mitkonsekratoren waren der Erzbischof von Mombasa, Martin Kivuva Musonde, und der Erzbischof von Kisumu, Philip Arnold Subira Anyolo.
Papst Leo XIV. ernannte ihn am 3. Juli 2025 zum Mitglied des Dikasteriums für den Interreligiösen Dialog.